# ضريبة على القيمة الأرضية
تعتبر ضريبة على القيمة الأرضية أو الضريبة على القيمة العقارية بمثابة ضريبة مضافة على القيمة غير المحسنة للأرض. على عكس الضرائب العقارية، تتجاهل هذه الضريبة قيمة المباني والممتلكات الشخصية وغيرها من التحسينات على العقارات. يفضل الاقتصاديون عمومًا فرض ضريبة على قيمة الأراضي لأنها (على عكس الضرائب الأخرى) لا تسبب عدم كفاءة اقتصادية، وتميل إلى تقليل عدم المساواة.
يشار إلى الضريبة على القيمة الأرضية على أنها «الضريبة المثالية»، وكفاءتها معروفة منذ القرن الثامن عشر. دافع كثير من الاقتصاديين منذ آدم سميث وديفيد ريكاردو عن هذه الضريبة، لكن أشهرهم كان هنري جورج، الذي جادل أنه بسبب وفرة الأراضي الثابتة وبما أن قيمة موقعها تنشأ من المجتمعات ومن الأشغال العامة في محيطها، فالإيجار الاقتصادي للأرض هو المصدر الأكثر منطقية للإيرادات العامة.
الضريبة على القيمة الأرضية هي ضريبة تدريجية، إذ يقع العبء الضريبي على حاملي حقوق الملكية بالتناسب مع قيمة المواقع الخاضعة للضريبة، والتي ترتبط ملكيتها ارتباطًا كبيرًا بالثروة والدخل الإجمالي. تُطبّق الضريبة على قيمة الأراضي حاليًا في جميع أنحاء الدنمارك وإستونيا وليتوانيا وروسيا وسنغافورة وتايوان، كما تطبّق على نطاقات أصغر في بعض المناطق الأسترالية وفي المكسيك والولايات المتحدة (مثل ولاية بنسلفانيا).

## الخصائص الاقتصادية

### فعاليتها
تشوه معظم الضرائب القرارات الاقتصادية وتقمع النشاط الاقتصادي المفيد. تُدفع الضريبة على القيمة الأرضية بغض النظر عن كيفية استخدام الأراضي سواء كان ذلك بشكل جيد أو سيئ. وبما أن المعروض من الأراضي ثابت، فإن إيجاراتها تعتمد غالبًا على ما يكون المستأجرون مستعدون لدفعه وليس على النفقات التي يتحملها المالك.
شاغلو الأرض هم المستفيدون المباشرون من التحسينات الإضافية في المنطقة المحيطة بالموقع. تحول هذه التحسينات منحنى طلب المستأجرين إلى اليمين. يستفيد المالكون من المنافسة السعرية بين المستأجرين. في هذه الحالة، يكون التأثير المباشر الوحيد للضريبة على القيمة الأرضية هو تقليل مقدار المنفعة الاجتماعية التي يحصل عليها اصحاب الحقوق من القطاع الخاص كأسعار للأراضي.
يقال إن للضريبة على القيمة الأرضية ما يبررها لأسباب اقتصادية لأنها لا تمنع الإنتاج ولا تشوه الأسواق. يمكن أن تؤدي الضريبة على القيمة الأرضية إلى فوائد الاجتماعية، لا سيما عندما يتحسن استخدام الأراضي. تتنبأ النظرية الاقتصادية بوجود علاقة إيجابية بين الضريبة على القيمة الأرضية وبين كفاءة السوق، وهذا ما يمكن ملاحظته من الناحية العملية. صرح فريد فولكفاري أن الضريبة تشجع ملاك الأراضي على تطوير أراضي شاغرة/ناقصة الاستخدام أو بيعها. وادعى أنه نظرًا لأن هذه الضريبة تثبط حيازة المضاربة للأراضي، ستعود مناطق المدينة الداخلية المتداعية إلى الاستخدام الإنتاجي، ما يخفف من الضغط للبناء على المواقع غير المطورة وبالتالي يقلل من الامتداد الحضري للمدينة. على سبيل المثال، فرضت مدينة هاريزبورغ الواقعة بولاية بنسلفانيا في الولايات المتحدة ضريبة على الأراضي بمعدل ستة أضعاف الضريبة على التحسينات منذ عام 1975. وقد اعتمد العمدة ستيفن ريد هذه السياسة مع تخفيض عدد المباني الشاغرة في وسط المدينة من حوالي 4200 عام 1982 إلى أقل من 500.
يمكن القول إن الضريبة على القيمة الأرضية عبارة عن ضريبة بيئية لأنها تثبط هدر المواقع الرئيسية التي تعد من الموارد المحدودة. تعتبر الضريبة على القيمة الارضية ضريبة يمكن جمعها بفعالية، لأنه وعلى عكس العمالة ورأس المال، لا يمكن إخفاء الأرض أو نقلها. يدعي العديد من المخططين الحضريين أن الضريبة على القيمة الأرضية وسيلة فعالة لتعزيز التنمية.

### القيم العقارية
ترتبط قيمة الأرض بالقيمة التي يمكن أن تقدمها مع مرور الوقت. يمكن قياس هذه القيمة بالإيجار الأرضي الذي يمكن أن تجنيه قطعة أرض في السوق. القيمة الحالية للإيجار الأرضي هي أساس أسعار الأراضي. ستؤدي الضريبة على القيمة الأرضية إلى تقليل الإيجار الأرضي الذي يتلقاه المالك، وبالتالي ستخفض أسعار الأراضي. قد ينخفض الإيجار الذي يُفرض على الأرض نتيجة لمكاسب الكفاءة إذا توقف المضاربون عن الاحتفاظ بالأراضي غير المستخدمة.
تقوم الفقاعات العقارية بتوجيه المدخرات نحو أنشطة البحث عن الإيجار بدلًا من الاستثمارات الأخرى وهو ما يمكن أن يساهم بزيادة فترات الركود. يدعي مؤيدو الضريبة أنها تقلل من عنصر المضاربة في تسعير الأراضي، وبالتالي فهي تترك المزيد من الأموال للاستثمار في رأس المال المنتج.
عند مستويات مرتفعة بما فيه الكفاية، فإن الضريبة على القيمة الأرضية ستتسبب بانخفاض أسعار العقارات عبر إزالة إيجارات الأراضي التي يمكن تضمينها في سعر العقار، كما يشجع ملاك الأراضي على بيع المواقع التي لا يستخدمونها. قد تسبب هذه الضريبة اعتراضًا لدى بعض ملاك الأراضي خاصة وأنهم في العادة أصحاب نفوذ سياسي كبير، وهو ما يفسر عدم انتشار فرض الضريبة على القيمة الأرضية على نطاق واسع.

## مشاكل تطبيقية
يتضمن تنفيذ الضريبة على القيمة الأرضية العديد من المشاكل التنفيذية، لذلك عليها أن تكون:
- محتسبة بعدالة ودقة.
- عالية بما يكفي لزيادة الإيرادات دون التسبب في هجر الأراضي.
- يتحملها الشخص الصحيح أو الكيان التجاري الصحيح.

### تقييمها
الضريبة على القيمة الأرضية هي ضريبة سهلة واحتسابها بسيط لا يتطلب سوى تقييم الأرض وتقديم سجل ملكية. قد يكون تقدير القيمة صعبًا في الممارسة. في حكم المحكمة العليا للولايات المتحدة عام 1796، قال القاضي وليام باترسون إن ترك عملية التقييم للمقيمين سيؤدي إلى تعقيدات بيروقراطية، فضلًا عن معايير غير موحدة للتقييم. أثار موراي روثبارد في وقت لاحق مخاوف مماثلة، مدعيًا أنه لا يمكن لأي حكومة تقدير القيمة بشكل عادل، وأنه لا يمكن تحديد ذلك إلا من خلال السوق الحرة.
مقارنة بتقييمات ضريبة الممتلكات، تتضمن تقييمات الأراضي متغيرات أقل ولديها تدرجات أكثر سلاسة من التقييمات التي تتضمن تحسينات (بناء، تشييدات...) ويعود ذلك لاختلاف أحجام وأساليب البناء بين قطعة أرض وأخرى.

### العائدات
في سياق فرض ضريبة القيمة الأرضية كضريبة واحدة (تحل محل جميع الضرائب الأخرى)، جادل البعض بأن الضريبة على القيمة الأرضية لا يمكنها أن تجمع إيرادات كافية لوحدها. في المقابل، فإن وجود ضرائب أخرى يمكن أن يقلل من قيم الأراضي وبالتالي مقدار الإيرادات التي يمكن جمعها من الضريبة موضع الذكر هنا. جادل الفيزيوقراطيون بأن جميع الضرائب هي في نهاية المطاف مفروضة على حساب قيمة استئجار الأراضي. تعمل معظم أنظمة الضريبة على القيمة الأرضية جنبًا إلى جنب مع الضرائب الأخرى، وهي بالتالي تقلل من تأثيرها دون أن تزيلها. ستؤدي ضرائب الأراضي التي تزيد عن فائض الإيجار (إيجار الأرض الكامل لتلك الفترة الزمنية) ستؤدي إلى هجر مالك الأرض لأرضه.

### سند الملكية
في بعض البلدان، تعتبر الضريبة على القيمة الأرضية غير عملية لصعوبة تحديد ملكية الأراضي وحيازتها. على سبيل المثال، قد تكون ملكية قسم من أراضي الرعي من لسكان القرية وقد تكون هذه الأراضي مدارة من قبل شيوخ القرية. يجب أن نحتفظ بهذه الأرض في صندوق ائتماني أو هيئة مماثلة لغرض جباية الضرائب. إذا لم تتمكن الحكومة من تحديد حدود الملكية بدقة والتأكد من المالكين الحقيقيين، فلن تتمكن من معرفة من يقوم بجمع الضريبة. في العديد من البلدان النامية، لا يمكن العثور على سندات ملكية واضحة للأراضي. في البلدان الأفريقية التي تعاني من نقص في تسجيل الأراضي، قد تُمسح الحدود بشكل سيئ ويمكن في الكثير من الأحيان أن يكون المالك الحقيقي غير معروف. يجادل مؤيدو الضريبة على القيمة الأرضية بأنه يمكن جعل إجبار المالكين على التعريف بأنفسهم تحت طائلة فقدان الأرض.